# Romina Gaetani
Romina Gaetani (Buenos Aires, 15 de abril de 1977) é uma atriz e cantora argentina. Seus maiores sucessos foram Verano del '98 onde interprentou Carla e Chiquititas onde foi a protagonista Luz Linhares.

## Trabalhos
| Novelas e Séries | Novelas e Séries                              | Novelas e Séries           | Novelas e Séries            |
| Ano              | Título                                        | Personagem                 | Notas                       |
| ---------------- | --------------------------------------------- | -------------------------- | --------------------------- |
| 1998             | Verdad Consecuencia                           | Desconhecido               | Participação                |
| 1998             | Verano Del '98                                | Carla                      | Participação especial       |
| 1999             | Buenos vecinos                                | Lorena                     |                             |
| 2000             | Chiquititas (2000)                            | Luz Linhares               | Protagonista                |
| 2000             | Tempo Final                                   | Luciana                    | Episodio: "Sr. Juez"        |
| 2001             | Yago, pasión morena                           | Cassandra Garcia - Melina  |                             |
| 2002             | 1000 millones                                 | Pilar Arias                | Co-protagonista             |
| 2002             | Tempo Final                                   | Mariana                    | Episodio: "La despedida"    |
| 2003             | Soy gitano                                    | Isabel Salvatori Heredia   | Protagonista                |
| 2004             | Los secretos de papá                          | Eugenia                    | Protagonista                |
| 2005             | Mujeres asesinas                              | Norah                      | T01E16: Norah, amiga        |
| 2006             | Mujeres asesinas                              | Laura                      | T02E09: Laura, madre amante |
| 2006             | Amas de Casa Desesperadas                     | Carla Otegui               | Protagonista                |
| 2007             | Mujeres asesinas                              | Nora                       | T03E03: Nora, ultrajada     |
| 2007             | Mientras haya vida                            | Romina Saez                | Co-protagonista             |
| 2008             | Don Juan y su bella dama                      | Josefina Molina            | Protagonista                |
| 2009             | Botineras                                     | Laura Posse                | Protagonista                |
| 2011             | Herederos de una venganza                     | Mercedes Tannat Leiva Roca | Protagonista                |
| 2012             | El hombre de tu vida                          | Maggie                     |                             |
| 2012             | Lobo                                          | Miranda Solarí             | Co-protagonista             |
| 2012             | Tiempos compulsivos                           | Tania                      |                             |
| 2013             | Santos y pecadores (Televisión x la justicia) | Jorgelina                  | Cap. 3: Entre muros         |
| 2014             | La celebración                                | Mimí                       | Cap. 10: Día del niño       |
| 2014             | Noche & Día                                   | Paula Pico                 | Protagonista                |